# (4320) Jarosewich
(4320) Jarosewich es un asteroide perteneciente al cinturón de asteroides, descubierto el 1 de marzo de 1981 por Schelte John Bus desde el Observatorio de Siding Spring, Nueva Gales del Sur, Australia.

## Designación y nombre
Designado provisionalmente como 1981 EJ17. Fue nombrado Jarosewich en honor al químico estadounidense Eugene Jarosewich, un experto en el análisis de los meteoritos.

## Características orbitales
Jarosewich está situado a una distancia media del Sol de 2,196 ua, pudiendo alejarse hasta 2,445 ua y acercarse hasta 1,947 ua. Su excentricidad es 0,113 y la inclinación orbital 6,446 grados. Emplea 1189 días en completar una órbita alrededor del Sol.

## Características físicas
La magnitud absoluta de Jarosewich es 15. Tiene 2,696 km de diámetro y su albedo se estima en 0,184.